# Austrian Open
Austrian Open (också känd som Generali Open Kitzbühel) är en tennisturnering på ATP-touren som årligen spelas i Kitzbühel i Österrike. Turneringen spelades utomhus på grusbanor.

## Resultat

### Singel
| ATP Challenger Tour (2010)    |
| ATP-touren (1990–2009, 2011–) |

| År   | Mästare                | Finalist               | Resultat                     |
| ---- | ---------------------- | ---------------------- | ---------------------------- |
| 1972 | Colin Dibley           | Dick Crealy            | 6–1, 6–3, 6–4                |
| 1973 | Manuel Orantes         | Raúl Ramírez           | Inget spel                   |
| 1974 | Balázs Taróczy         | Onny Parun             | 6–1, 6–4, 6–4                |
| 1975 | Adriano Panatta        | Jan Kodeš              | 2–6, 6–2, 7–5, 6–4           |
| 1976 | Manuel Orantes         | Jan Kodeš              | 7–6, 6–2, 7–6                |
| 1977 | Guillermo Vilas        | Jan Kodeš              | 5–7, 6–2, 4–6, 6–3, 6–2      |
| 1978 | Chris Lewis            | Vladimir Zednik        | 6–1, 6–4, 6–0                |
| 1979 | Vitas Gerulaitis       | Pavel Složil           | 6–2, 6–2, 6–4                |
| 1980 | Guillermo Vilas        | Ivan Lendl             | 6–3, 6–2, 6–2                |
| 1981 | John Fitzgerald        | Guillermo Vilas        | 3–6, 6–3, 7–5                |
| 1982 | Guillermo Vilas        | Marcos Hocevar         | 7–6, 6–1                     |
| 1983 | Guillermo Vilas        | Henri Leconte          | 7–6, 4–6, 6–4                |
| 1984 | José Higueras          | Víctor Pecci           | 7–5, 3–6, 6–1                |
| 1985 | Pavel Složil           | Michael Westphal       | 7–5, 6–2                     |
| 1986 | Miloslav Mečíř         | Andrés Gómez           | 6–4, 4–6, 6–1, 2–6, 6–3      |
| 1987 | Emilio Sánchez         | Miloslav Mečíř         | 6–4, 6–1, 4–6, 6–1           |
| 1988 | Kent Carlsson          | Emilio Sánchez         | 6–1, 6–1, 4–6, 4–6, 6–3      |
| 1989 | Emilio Sánchez         | Martín Jaite           | 7–6, 6–1, 2–6, 6–2           |
| 1990 | Horacio de la Peña     | Karel Nováček          | 6–4, 7–6, 2–6, 6–2           |
| 1991 | Karel Nováček          | Magnus Gustafsson      | 7–6(7–2), 7–6(7–4), 6–2      |
| 1992 | Pete Sampras           | Alberto Mancini        | 6–3, 7–5, 6–3                |
| 1993 | Thomas Muster          | Javier Sánchez         | 6–3, 7–5, 6–4                |
| 1994 | Goran Ivanišević       | Fabrice Santoro        | 6–2, 4–6, 4–6, 6–3, 6–2      |
| 1995 | Albert Costa           | Thomas Muster          | 4–6, 6–4, 7–6(7–3), 2–6, 6–4 |
| 1996 | Alberto Berasategui    | Àlex Corretja          | 6–2, 6–4, 6–4                |
| 1997 | Filip Dewulf           | Julián Alonso          | 7–6(7–2), 6–4, 6–1           |
| 1998 | Albert Costa           | Andrea Gaudenzi        | 6–2, 1–6, 6–2, 3–6, 6–1      |
| 1999 | Albert Costa           | Fernando Vicente       | 7–5, 6–2, 6–7(5–7), 7–6(7–4) |
| 2000 | Àlex Corretja          | Emilio Benfele Alvarez | 6–3, 6–1, 3–0, uppgivet      |
| 2001 | Nicolás Lapentti       | Albert Costa           | 1–6, 6–4, 7–5, 7–5           |
| 2002 | Àlex Corretja          | Juan Carlos Ferrero    | 6–4, 6–1, 6–3                |
| 2003 | Guillermo Coria        | Nicolás Massú          | 6–1, 6–4, 6–2                |
| 2004 | Nicolás Massú          | Gastón Gaudio          | 7–6(7–3), 6–4                |
| 2005 | Gastón Gaudio          | Fernando Verdasco      | 2–6, 6–2, 6–4, 6–4           |
| 2006 | Agustin Calleri        | Juan Ignacio Chela     | 7–6(11–9), 6–2, 6–3          |
| 2007 | Juan Mónaco            | Potito Starace         | 5–7, 6–3, 6–4                |
| 2008 | Juan Martín del Potro  | Jürgen Melzer          | 6–2, 6–1                     |
| 2009 | Guillermo García-López | Julien Benneteau       | 3–6, 7–6(7–1), 6–3           |
| 2010 | Andreas Seppi          | Victor Crivoi          | 6–2, 6–1                     |
| 2011 | Robin Haase            | Albert Montañés        | 6–4, 4–6, 6–1                |
| 2012 | Robin Haase            | Philipp Kohlschreiber  | 6–7(2–7), 6–3, 6–2           |
| 2013 | Marcel Granollers      | Juan Mónaco            | 0–6, 7–6(7–3), 6–4           |
| 2014 | David Goffin           | Dominic Thiem          | 4–6, 6–1, 6–3                |
| 2015 | Philipp Kohlschreiber  | Paul-Henri Mathieu     | 2–6, 6–2, 6–2                |
| 2016 | Paolo Lorenzi          | Nikoloz Basilashvili   | 6–3, 6–4                     |
| 2017 | Philipp Kohlschreiber  | João Sousa             | 6–3, 6–4                     |
| 2018 | Martin Kližan          | Denis Istomin          | 6–2, 6–2                     |
| 2019 | Dominic Thiem          | Albert Ramos Viñolas   | 7–6(7–0), 6–1                |
| 2020 | Miomir Kecmanović      | Yannick Hanfmann       | 6–4, 6–4                     |

### Dubbel
| ATP Challenger Tour (2010)    |
| ATP-touren (1990–2009, 2011–) |

| År   | Mästare                             | Finalister                                | Resultat                |
| ---- | ----------------------------------- | ----------------------------------------- | ----------------------- |
| 1995 | Francisco Montana Greg Van Emburgh  | Jordi Arrese Wayne Arthurs                | 6–7, 6–3, 7–6           |
| 1996 | Libor Pimek Byron Talbot            | David Adams Menno Oosting                 | 7–6(7–5), 6–3           |
| 1997 | Wayne Arthurs Richard Fromberg      | Thomas Buchmayer Thomas Strengberger      | 6–4, 6–3                |
| 1998 | Tom Kempers Daniel Orsanic          | Joshua Eagle Andrew Kratzmann             | 6–3, 6–4                |
| 1999 | Chris Haggard Peter Nyborg          | Álex Calatrava Dušan Vemić                | 6–3, 6–7(4–7), 7–6(7–4) |
| 2000 | Pablo Albano Cyril Suk              | Joshua Eagle Andrew Florent               | 6–3, 3–6, 6–3           |
| 2001 | Àlex Corretja Luis Lobo             | Simon Aspelin Andrew Kratzmann            | 6–1, 6–4                |
| 2002 | Robbie Koenig Thomas Shimada        | Lucas Arnold Ker Àlex Corretja            | 7–6(7–3), 6–4           |
| 2003 | Martin Damm Cyril Suk               | Jürgen Melzer Alexander Peya              | 6–4, 6–4                |
| 2004 | Leoš Friedl František Čermák        | Lucas Arnold Ker Martín García            | 6–3, 7–5                |
| 2005 | Andrei Pavel Leoš Friedl            | Christophe Rochus Olivier Rochus          | 6–2, 6–7(5–7), 6–0      |
| 2006 | Philipp Kohlschreiber Stefan Koubek | Oliver Marach Cyril Suk                   | 6–2, 6–3                |
| 2007 | Potito Starace Luis Horna           | Tomas Behrend Christopher Kas             | 7–6(7–4), 7–6(7–5)      |
| 2008 | James Cerretani Victor Hănescu      | Lucas Arnold Ker Olivier Rochus           | 6–3, 7–5                |
| 2009 | André Sá Marcelo Melo               | Andrei Pavel Horia Tecău                  | 6–7(7–9), 6–2, [10–7]   |
| 2010 | Dustin Brown Rogier Wassen          | Hans Podlipnik-Castillo Max Raditschnigg  | 3–6, 7–5, [10–7]        |
| 2011 | Daniele Bracciali Santiago González | Franco Ferreiro André Sá                  | 7–6(7–1), 4–6, [11–9]   |
| 2012 | František Čermák Julian Knowle      | Dustin Brown Paul Hanley                  | 7–6(7–4), 3–6, [12–10]  |
| 2013 | Martin Emmrich Christopher Kas      | František Čermák Lukáš Dlouhý             | 6–4, 6–3                |
| 2014 | Henri Kontinen Jarkko Nieminen      | Daniele Bracciali Andrey Golubev          | 6–1, 6–4                |
| 2015 | Nicolás Almagro Carlos Berlocq      | Robin Haase Henri Kontinen                | 5–7, 6–3, [11–9]        |
| 2016 | Wesley Koolhof Matwé Middelkoop     | Dennis Novak Dominic Thiem                | 2–6, 6–3, [11–9]        |
| 2017 | Pablo Cuevas Guillermo Durán        | Hans Podlipnik-Castillo Andrei Vasilevski | 6–4, 4–6, [12–10]       |
| 2018 | Roman Jebavý Andrés Molteni         | Daniele Bracciali Federico Delbonis       | 6–2, 6–4                |
| 2019 | Philipp Oswald Filip Polášek        | Sander Gillé Joran Vliegen                | 6–4, 6–4                |
| 2020 | Austin Krajicek Franko Škugor       | Marcel Granollers Horacio Zeballos        | 7–6(7–5), 7–5           |